# NGC 6044
NGC 6044 је лентикуларна галаксија у сазвежђу Херкул која се налази на NGC листи објеката дубоког неба.
Деклинација објекта је + 17° 52' 13" а ректасцензија 16h 4m 59,6s. Привидна величина (магнитуда) објекта NGC 6044 износи 14,3 а фотографска магнитуда 15,3. NGC 6044 је још познат и под ознакама IC 1172, MCG 3-41-84, CGCG 108-110, DRCG 34-93, PGC 57015.